# Requiem per Harlem
Requiem per Harlem (titolo originale Mercy of a Rude Stream, Requiem for Harlem) è un romanzo autobiografico pubblicato postumo nel 1998 dello scrittore statunitense Henry Roth ed è il quarto e ultimo della serie intitolata Alla mercé di una brutale corrente. Si racconta di Ira Stigman, giovane ebreo, delle sue difficoltà a diventare adulto, tra pressioni famigliari (il padre Chaim dipinto come violento e la madre Leah come oppressiva) e le difficoltà di relazione con altri gruppi (italiani, portoricani, neri) e con le ragazze, tra la passione e la difficoltà di studio della letteratura e la ricerca ossessiva della verità.

## Edizioni
- Henry Roth, Requiem per Harlem. Alla mercé di una brutale corrente IV, traduzione di Marco Papi, Garzanti, 2001,  p. 388, ISBN 88-11-66219-2.